# Troublemaker
"Troublemaker" és el segon senzill de l'àlbum Weezer, del grup estatunidenc Weezer. La cançó es va llançar en format digital el 20 de maig de 2008 per l'iTunes. Inicialment havia de ser el primer senzill de l'àlbum però es va canviar l'ordre per raons desconegudes. Va arribar a la segona posició de la llista estatunidenca de rock modern.
El videoclip, llançat el 6 d'octubre de 2008, fou gravat a l'aparcament del pavelló The Forum de Inglewood, Califòrnia. Pel seu rodatge van ser convidats tots el fans que hi volguessin assistir. Mentre el grup cantava la cançó, els fans anaven realitzant proves per trencar alguns records del Llibre Guinness de Rècords com per exemple: "conjunt més nombrós d'air guitar", "màxim nombre de persones sobre un monopatí", "sessió més llarga del Guitar Hero World Tour", "partida amb més participants a dodgeball" o "màxim nombre de persones jugant a una guerra de pastissos".
La cançó estava disponible com a material descarregable del videojoc Rock Band i també en el Tap Tap Revenge. Curiosament, en el videoclip apareixen jugant a un dels jocs de la saga del Guitar Hero, competència directa del Rock Band.

## Remescles oficials
Les següents remescles han estat incloses en les còpies promocionals:
- Troublemaker (Azzido Da Bass Remix) (5:24)
- Troublemaker (Azzido Da Bass Dub Remix) (5:27)
- Troublemaker (Tiny Evil Remix) (6:52)
- Troublemaker (Richard Vission Remix) (4:05)
- Troublemaker (Richard Vission Dub Remix) (5:37)
- Troublemaker (Funky Monk Remix) (6:02)
- Troublemaker (Baby Disaster Remix) (3:17)